# Державне мито
Держа́вне ми́то — грошова сума, що стягується у нотаріальних конторах, органах МЗС, МВС, відділах державної реєстрації актів цивільного стану, міських, сільських, селищних радах та інших уповноважених на те органах за вчиненням ними дій з об'єктами нерухомого майна і видачу документів, що мають юридичне значення.
Державне мито слід відрізняти від мита — непрямого податку, який накладається на товари, що переміщуються через митний кордон, тобто ввіз/вивіз чи транзит і який включається до ціни товарів та сплачується за рахунок кінцевого споживача.
Державне мито стягується:
1. із позовних заяв, заяв з переддоговірних спорів, заяв (скарг) у справах окремого провадження і скарг на рішення, прийняті щодо релігійних організацій, з касаційних скарг на рішення судів і скарг на рішення, що набрали законної сили, а також за видачу судами копій документів;
2. із позовних заяв і заяв кредиторів у справах про банкрутство, що подаються до господарських судів, та заяв про перевірку рішень, ухвал, постанов у порядку нагляду, а також про їх перегляд за ново виявленими обставинами;
3. за здійснення нотаріальних дій державними нотаріальними конторами і виконавчими комітетами сільських, селищних, міських рад народних депутатів, а також за видачу дублікатів нотаріально засвідчених документів;
4. за реєстрацію актів громадянського стану, а також видачу громадянам повторних свідоцтв про реєстрацію актів громадянського стану і свідоцтв у зв'язку зі зміною, доповненням і поновленням записів актів громадянського стану;
5. за видачу документів на право виїзду за кордон і про запрошення в Україну осіб з інших країн, за продовження строку їх дії і за внесення змін до цих документів; за реєстрацію національних паспортів іноземних громадян або документів, що їх заміняють; за видачу або продовження посвідчень на проживання; за видачу візи до національного паспорта іноземного громадянина або документа, що його заміняє, на право виїзду з України та в'їзду в Україну, а також з заяв про прийняття до громадянства України і про вихід з громадянства України;
6. за видачу нового зразка паспорта громадянина України (крім обміну нині чинного паспорта на паспорт нового зразка);за оформлення нового зразка паспорта громадянина України для поїздки за кордон; за видачу громадянам України закордонного паспорта на право виїзду за кордон або продовження строку його дії;
7. за прописку громадян або реєстрацію місця проживання;
8. за видачу дозволів на право полювання та рибальства;
9. за операції з випуску (емісії) цінних паперів, крім облігацій державних та місцевих позик, та з видачі приватизаційних паперів;
10. за операції з об'єктами нерухомого майна, що здійснюються на товарних біржах, крім операцій з примусового відчуження такого майна у випадках, передбачених законами України;
11. за проведення прилюдних торгів (аукціону, тендеру) об'єктами нерухомого майна, крім операцій з примусового відчуження такого майна у випадках, передбачених законами України;
12. за дії, що пов'язані з одержанням патентів на сорти рослин і підтриманням їх чинності;
13. за подання до Кабінету Міністрів України проєкту створення промислово-фінансової групи.

Перелік ставок державного мита досить великий, оскільки встановлюється щодо конкретних видів об'єктів оподаткування.
Державне мито сплачується за місцем розгляду й оформлення документів і зараховується до бюджету місцевого самоврядування, крім мита, стягнутого з позовних заяв, що їх подано до господарського суду, із заяв про перевірку рішень, ухвал та постанов господарських судів у порядку нагляду, а також за дії, пов'язані з одержанням патентів на сорти рослин, підтримкою їх дії та за подання до Кабінету Міністрів України проекту створення промислово-фінансової групи, що зараховується до Державного бюджету України. Державне мито з позовних заяв і заяв кредиторів по справах про банкрутство, що надходять з інших держав і розглядаються відповідними органами України, зараховується до Державного бюджету України. Підтвердити факт надходження і зарахування, у разі такої необхідності, державного мита до відповідного бюджету може тільки орган, на рахунок якого воно надійшло, незалежно від того, де зберігаються платіжні документи, тобто територіальний орган державного казначейства.
Сплата державного мита може здійснюватися у кількох формах:
1. Готівкою:

- безпосередньо в національній валюті;
— в іноземній валюті в перерахунку за курсом Національного банку України;
1. У безготівковому порядку (перерахуванням через відділення банків сум мита з рахунків платників);
2. Митними марками.

З позовів, що подають до суду або господарського суду в іноземній валюті, а також за дії та операції в іноземній валюті державне мито сплачується в іноземній валюті. Якщо розмір ставок державного мита передбачено в частинах неоподатковуваного мінімуму доходів громадян, державне мито сплачується в іноземній валюті з урахуванням курсу грошової одиниці Національного банку України.